# Psicomotricidad

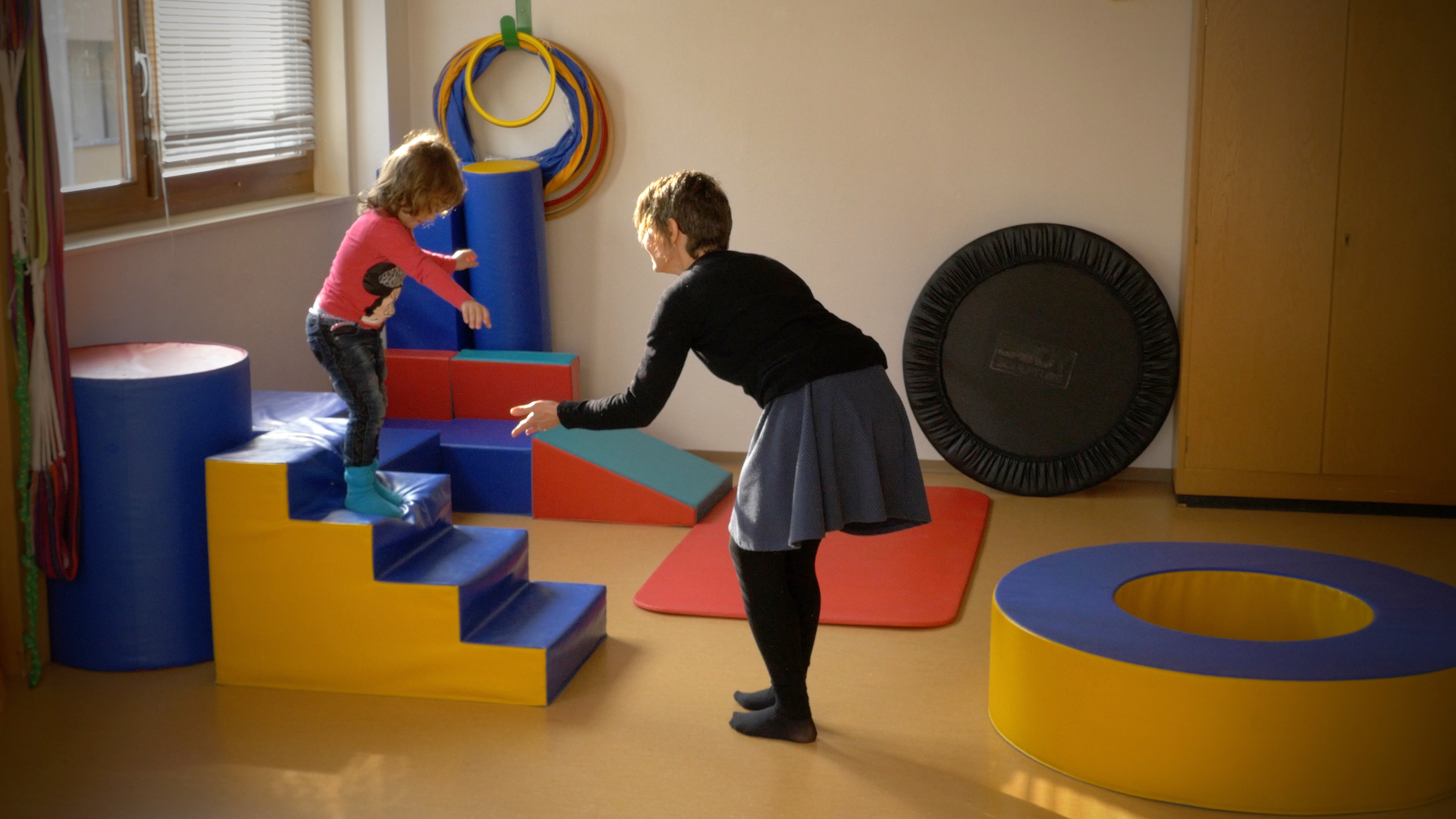
Albiana con Sandrine en una sesión de psicomotricidad. Imagen de la película de Fernand Melgar "En la Escuela de Filósofos"

La psicomotricidad es una disciplina científica que se ocupa del cuerpo y sus producciones, entendiendo a este en la interacción biológica y social.
Al profesional en psicomotricidad se lo conoce como psicomotricista, quien puede trabajar en tres ámbitos: sanitario (clínico), educativo y socio-comunitario.
En la Argentina, el ámbito sanitario (clínico) es el más desarrollado. Los psicomotricistas trabajan especialmente con la franja etárea de la primera infancia y la niñez, aunque con menor desarrollo también lo hacen en la adolescencia, la adultez y la vejez. La indicación a psicomotricidad se da cuando se presentan signos psicomotores (alteraciones en el cuerpo), como pueden ser: paratonía, estereotipias, reacciones de prestancia, sincinesias, conservaciones de actitud, entre otras. Todos los signos psicomotores responden a desregulaciones tónicas sin correlato neurológico o intelectual. Son desregulaciones tónicas que se asocian a la emoción, de allí que los psicomotricistas enuncien el entrelazado de tono y emoción. 
Es importante aclarar que el profesional psicomotricista cuenta con una formación universitaria de grado (licenciatura) y que maestros, kinesiólogos, terapistas ocupacionales (u otros) que realicen estudios complementarios no son psicomotricistas por lo tanto no pueden ejercer la Psicomotricidad en ninguno de sus ámbitos.

## Definición
El vocablo «psicomotricidad» constituye en sí mismo, partiendo por su análisis lingüístico, un constructo dual que se corresponde con la dualidad cartesiana mente-cuerpo. Refleja la ambigüedad de lo psíquico (psico) y de lo motriz (motricidad), así como de las complejas relaciones entre estos dos polos. Una definición consensuada en el primer Congreso Europeo de Psicomotricistas en Alemania (1996) ha llegado a la siguiente formulación: 

«Basado en una visión global de la persona, el término "psicomotricidad" integra las interacciones cognitivas, emocionales, simbólicas y sensoriomotrices en la capacidad de ser y de expresarse en un contexto psicosocial. La psicomotricidad, así definida, desempeña un papel fundamental en el desarrollo armónico de la personalidad. Partiendo de esta concepción se desarrollan distintas formas de intervención psicomotriz que encuentran su aplicación, cualquiera que sea la edad, en los ámbitos preventivo, educativo, reeducativo y terapéutico. Estas prácticas psicomotrices han de conducir a la formación, a la titulación y al perfeccionamiento profesionales y constituir cada vez más el objeto de investigaciones científicas.»

## Algunos tipos

### Práctica psicomotriz educativa (preventiva)
Los infantes a través de sus acciones corporales: como jugar, saltar, manipular objetos, etc. consiguen situarse en el mundo y adquieren intuitivamente los aprendizajes necesarios para desarrollarse en la escuela y en la vida. De esta forma lúdica y casi sin enterarse trabajan conceptos relativos al espacio (arriba/abajo, delante/detrás, derecha/izquierda,…), al tiempo (rapidez, ritmo, duración,…), destrezas motrices necesarias para el equilibrio, la vista, la relación entre otros niños, etc. Con los siguientes efectos sobre la mejor capacitación y emergencia de la escritura, la lectura y las matemáticas, indispensables hoy en día para el éxito académico.

### Práctica de ayuda psicomotriz (terapéutica)
Se realiza en centros privados o en colegios, tanto en grupo como individual pero desde un enfoque que tiene en cuenta necesidades especiales y características de los niños o de las personas adultas con problemas o patologías. Se trata de ayudar a comunicarse a aquellos que tienen dificultades para relacionarse con los demás y el mundo que les rodea. Se logra detectar, diagnosticar y tratar alteraciones y trastornos en el desarrollo, posibilitando el tránsito adecuado por estas dificultades, colaborando en su evolución. También se trata de reeducar y/o rehabilitar ciertas funciones, que se han visto afectadas por diversas patologías o trastornos afectivo-emocionales.

### Psicomotricidad acuática
La estimulación psicomotriz acuática es útil cuando el bebé necesita vivenciar motrizmente sus capacidades de movimiento. El agua le apoya a elaborar sensaciones y percepciones primeras de peso, volumen, distancia, esquemas e imagen corporal, y sus necesidades, deseos y posibilidades de acción, incorporando también, sensaciones de sostén, apoyo, contención, envoltura y equilibrio, en la constante lucha por la ley de la gravedad.
Implementación del método de estimulación psicomotriz acuática
Es el caso de un bebé con una lesión cerebral que le afectó los núcleos de base por dificultades durante el parto. Al tener una hipotonía importante en la zona del cuello, no le permitía tener la cabeza erguida, razón por la cual no logró llegar a sentarse. A instancias de los padres, el neurólogo aprobó la idea de comenzar la estimulación psicomotriz acuática con el bebé y ellos, como estimuladores naturales durante la sesión. A través de ejercitadores de contacto y posiciones de equilibrio se pudo fortalecer el tono muscular en la zona afectada, llegando a revertir favorablemente la situación. el agua actuaba como estimulador especial, ya que el bebé estaba muy motivado por ingresar, permanecer y no salir. Este tipo de práctica es también conocida como Matronatación y entra en auge en la década de 1960 en Estados Unidos y algunos países de Europa y América del Sur.

## Orígenes
A principios del siglo XX, el neurólogo Ernest Dupré puso de relieve las relaciones entre las anomalías neurológicas y psíquicas con las motrices. Este médico fue el primero en utilizar el término «psicomotricidad» y en describir trastornos del desarrollo psicomotor como la debilidad motriz. Más adelante dentro de la neuropsiquiatría infantil sus ideas se desarrollaron con gran profusión. 
El psicólogo e investigador francés Henri Wallon remarcó la psicomotricidad como la conexión entre lo psíquico y lo motriz. Planteó la importancia del movimiento para el desarrollo del psiquismo infantil y por tanto para la construcción de su esquema e imagen corporal. Según Wallon, el psiquismo y la motricidad representan la expresión de las relaciones del sujeto con el entorno, y llega a decir:

«Nada hay en el niño más que su cuerpo como expresión de su psiquismo.»
H. Wallon, Obra

Julián de Ajuriaguerra y la escuela de psicomotricidad desarrollada en el hospital Henri Rouselle plantean un enfoque que pone el acento en la relación del tono muscular con la motricidad. Según sus estudios, el análisis de los procesos de interacción en la familia, la escuela y la sociedad permitiría comprender que la enfermedad mental, a pesar de los condicionantes biológicos, es un proceso que encuentra su sentido en el contexto de las relaciones.

## Escuelas y orientaciones en educación psicomotriz
Una clasificación de las escuelas y tendencias en la educación psicomotriz ha sido propuesta por la investigadora Soledad Ballesteros. Según esta autora, las propuestas de los principales investigadores del área se pueden clasificar en dos corrientes esenciales:
- Los autores que definen la educación psicomotriz como una técnica que se asemeja a la psicoterapia, donde el educador psicomotricista tiene una actitud más bien pasiva, encaminada a facilitar que sea el sujeto mismo el que movilice los recursos para salir de la situación en que se encuentra.

- Los autores que definen la educación psicomotriz como una técnica activa en la que se plantean situaciones de aprendizaje por medio de las actividades psicomotrices.

Ballesteros distingue dentro de esta segunda tendencia «activa» dos nuevas subagrupaciones o tendencias: 
- escuela normativa
- escuela dinámica

La tendencia normativa es definida como correspondiente al modelo médico fisiologista (esencialmente la escuela de Ajuriaguerra, Picq y Vayer, Soubiran, Defontaine y otros autores de la escuela fundada en los marcos del trabajo del hospital Henri Rouselle). El trabajo de educación psicomotriz se propone como meta reeducar o reconstruir las funciones que debieron ser adquiridas en ciertas etapas del desarrollo psicomotor del niño. Supone, por tanto, un diagnóstico preciso de ese desarrollo y una definición de las etapas.
La escuela dinámica, por el contrario, pondrá el acento en lo psíquico y no solamente en los aspectos de pensamiento o cognitivos, sino también en los aspectos inconscientes y pulsionales. Para esta escuela la significación afectiva del movimiento constituye un aspecto central. Los exponentes más destacados de esta tendencia son Andrè Lapierre y Bernard Aucouturier

### Psicomotricidad relacional y vivida
La corriente está basada en la educación experimentada, que propone utilizar el movimiento como medio de aprendizaje. Esta tendencia fue fundada por Lapierre y Aucouturier, quienes presentan un modelo de psicomotricidad donde las alteraciones psicomotoras pueden ser síntomas de un problema cuyo origen se sitúa en lo psíquico (en lo afectivo, lo relacional y de la comunicación con el entorno). Estos autores proponen un punto de partida desde lo positivo (lo que el niño sabe y puede hacer) y rechazan los estudios de diagnóstico psicomotor

## Sala, materiales y función
Debe estar acondicionada con un mobiliario mínimo: espalderas, un espejo amplio y cajones para tener el material ordenado, bancos suecos (algunos con ganchos para sujetarlos firmemente a las espalderas y así puedan subir por ellos), una plataforma a modo de escalera para que puedan subir los niños a una altura predeterminada, quitamiedos, colchonetas de distintas medidas, grosores y formas.
El material a utilizar en el espacio sensoriomotor incluye: espalderas, quitamiedos, colchonetas, bloques de goma-espuma, toboganes, plataforma de salto (ya sea construida o formada por una mesa), etc. Nuestra intención es que con la disposición espacial de este material favorezcamos las caídas, los saltos, los desequilibrios/equilibrios, los deslizamientos, las carreras,... En el tiempo de lo simbólico el material utilizado se compone de: Bloques de goma espuma, telas, cuerdas, muñecos, aros, palos (madera-plástico-goma espuma), pañuelos, pelotas, etc. Nuestro propósito es que juegue a “como si…”, que invista el material. Por último, dentro del espacio representacional les ofreceremos el siguiente material: pinturas, folios, plastilina, lápices de colores, rotuladores, pizarra y tizas, bloques de madera, y demás material con el que puedan dedicarse a dibujar, construir y modelar.
Al material se le podría clasificar en dos grandes bandos por su cualidad y simbología. Blando (les acoge, les envuelve y les da placer): bloques de espuma, pelotas de espuma, cojines, telas,… y duro (el niño tiene que enfrentarse al reto, al principio de realidad): espalderas, maderas de construcción, cubos de plástico, palos, banquetas. 

### Dispositivo
El dispositivo de la sesión se divide en dos espacios y tres tiempos con materiales distintos. En el espacio para la expresividad motriz los niños pueden vivenciar el placer del movimiento a través de actividades espontáneas con la utilización de su cuerpo, el espacio y los materiales. Esta fase es imprescindible para la formación de una buena imagen corporal. El otro espacio es el de la expresividad plástica y el lenguaje. Aquí se para el cuerpo y sus acciones por las representaciones en forma de dibujos, construcciones, etc. Esto se complementa con la organización temporal de la sesión. Hay tres tiempos centrales a las que se añaden el ritual de entrada y el de salida. El primer tiempo es el dedicado a la expresividad motriz y en él se da rienda suelta al cuerpo y al imaginario infantil. Al principio se lanzan al frenesí corporal y emocional para después aparecer el juego simbólico a través de los materiales que les proponemos. El segundo tiempo es el del cuento, con la intencionalidad clara de movilizar imágenes con el cuerpo parado. Esto nos ayuda a la descentración (la capacidad del niño de poner distancia de sus emociones y poder ponerse en el lugar del otro).
Por último, el tercer tiempo es el de la expresividad plástica, el dibujar, construir o trabajar con plastilina. Su sentido es el de permitir a los niños alejarse de las intensas emociones vividas y representar con lo cognitivo.

## Fases de una sesión psicomotriz

### Ritual de entrada
El ritual de entrada sirve como preparatorio en el que los niños reconocen un cambio de ambiente, permitiéndoles un espacio nuevo en el que pueden hacer cosas distintas del aula. Además, este ritual de entrada sirve como recibimiento en el que el educador reconoce personalmente a cada niño pues le saluda dirigiéndose a él con su nombre y dándole la mano para acogerle. En este momento los niños se quitarán los zapatos y pasarán unos minutos hablando con el psicomotricista antes de pasar a la acción. Esto les servirá para compartir las novedades que han sucedido en su vida e intercambiar un momento de diálogo con sus compañeros. También puede ser adecuado que el psicomotricista recuerde las normas del aula de psicomotricidad para que después, en el momento que se inicie la sesión en los diferentes espacios, todo se desarrolle bajo un nivel correcto de seguridad.
- El alumno relaciona la información nueva con los conocimientos previos.
- Establecer relaciones entre elementos potencia la construcción del conocimiento.
- El alumno da un significado a las informaciones que recibe.
- La actividad mental constructiva del alumno se aplica a contenidos que ya están elaborados; es decir, son el resultado de un proceso de construcción a nivel social.
- Se necesita un apoyo.
- El profesor debe ser un orientador que guía el aprendizaje del alumno.

### Fase de la expresividad motriz
En la fase de expresividad motriz el niño pone en movimiento todo su cuerpo sin temor, consiguiendo así descargar grandes cantidades de energía, tensiones, conflictos, etc. Viviendo el placer que produce el movimiento del propio cuerpo, el niño logrará sentir una descarga tónica, que, a su vez, le permitirá alcanzar una descarga emocional. A medida que el exceso de deseo motriz se atenúe, el niño comenzará a investir los objetos de la sala, iniciándose en el juego simbólico. En el juego simbólico se pondrán de manifiesto las vivencias personales de cada uno, mostrándose así la trayectoria vivida pues el niño, en su juego, tratará de entender la realidad y las situaciones que ha experimentado a partir de simularlas en su juego.
Así, en la sala de psicomotricidad se dan dos tipos de juegos:
- Juegos puramente motrices. Saltos, desequilibrios/equilibrios, caídas, balanceos, giros, rodar, destruir, esconderse, golpear, llenar/vaciar, reunir/separar, arrastrarse, hacer puntería o encestar, etc. Por ejemplo: “Asier” se deja caer sobre la colchoneta, “Jon” salta de bloque en bloque poniendo a prueba su equilibrio y pericia, “Aitziber” lanza y empuja bloques por la sala.

- Juegos con carga simbólica. Un perro y su dueño, tiendas, comiditas, papás y mamás, médicos, casitas, superhéroes, etc. Ejemplos: “Luis” se ha puesto una tela a modo de capa y lleva en la mano un palo a modo de espada, representa a todo un caballero. “Igor” en cambio utiliza un bloque como si fuera un caballo mientras “Sonia”, “Judith” y “Antonio” entran y salen de una casa hecha con colchonetas.

### Fase de la historia o cuento
Antes de finalizar el período motor, se anunciará a los niños que en un determinado tiempo se cambiará la actividad, por ejemplo cinco minutos, tampoco puede ser con mucho adelanto. Así, el niño podrá anticipar que después de esta fase de expresividad motriz llegará el cuento. Para dar paso a la actividad, el psicomotricista reunirá al grupo de niños y los sentará frente a él, dando lugar a que paren el cuerpo. De alguna manera, durante la narración de cuento sucederá que el niño pasará del placer de hacer al placer de pensar, es decir, vivirá las emociones sin necesidad de utilizar el cuerpo. En la historia o cuento se vivirán tres momentos: la introducción a la historia y presentación de los personajes, el momento cúspide donde se desarrolla la situación de tensión, y la resolución del conflicto. Es necesario que el niño viva una situación de miedo en la que aparezcan personajes antagonistas que dificulten la tarea del protagonista, pero teniendo en cuenta que la historia siempre debe finalizar con la victoria o triunfo del héroe. Con la solución del problema, el niño conseguirá asegurar sus miedos, sus angustias, sus temores. La estructura y repetición del cuento a lo largo de las sesiones facilitará que el niño anticipe lo que va a suceder en la historia. Al niño esto le encanta y piden una y otra vez que se les cuente el mismo cuento e incluso se adelantan a los sucesos provocándoles este hecho gran placer. El cuento, en psicomotricidad, tiene una vertiente más terapéutica que lúdica. Con él se pretende que el niño elabore las angustias representadas a través del hilo de la historia y viva el retorno a la seguridad emocional. Durante este proceso los niños serán capaces de vivir una omnipotencia mágica incluso identificarse con los personajes.

### Fase de la expresividad plástica o gráfica
En la fase de representación llega la inmovilidad del cuerpo, es decir, se para la emoción y el niño se adentra en un nivel superior de simbolización. Para ello, el niño usa materiales que le permiten retomar las imágenes mentales construidas en la actividad motora y expresarlas por medio del dibujo o de la construcción. Así, en esta fase “el niño deja de ser actor para convertirse en espectador de sí mismo”. Durante esta fase se estimula la creatividad del niño puesto que a partir del dibujo, la construcción o la actividad plástica, parará el cuerpo y estará concentrado, inmerso en su producción. Según la edad, se pueden abrir diferentes espacios de representación, dejando así libertad a los niños para escoger. Aun así, se debe procurar que todos accedan a las diferentes opciones para que no se limiten en su desarrollo. Estas representaciones que los niños hacen irán evolucionando con el paso de las sesiones, de manera que los pequeños accederán autónomamente a conocimientos de lógica-matemática como son la perspectiva, el volumen, la forma, el tamaño, la altura, etc. Es muy importante que se ayude a los niños a hablar de su obra, sin ir más allá de interpretarla. Poner palabras les ayudará a alcanzar la descentración.

### Ritual de salida
Este ritual de salida les prepara para el abandono de la sala y sus resonancias tónico-emocionales disponiéndoles adecuadamente en el camino de regreso al aula normal. Hemos de tener en cuenta que el aula de psicomotricidad es un aula especial y distinta a las demás aulas del colegio por eso la entrada y la salida deben estar enmarcadas en un contexto que ayude a los niños al tránsito.
Este último momento de la sesión se usará para cerrar la sesión y despedir a los niños. Al igual que en el ritual, de entrada se dará pie al lenguaje, permitiendo así que los niños pongan palabras a todas las emociones que han vivido a lo largo de la sesión. Una buena práctica, incluiría en esta fase la recogida del material por los propios niños. Además de despedir a los niños con un saludo, para cerrar esta fase también se podría utilizar una canción de despedida.

## Intervención
En educación preescolar, donde se definen tres etapas:
- de 0 a 2 años;
- de 2 a 3 años;
- de 4 a 6 años.

También es posible la intervención en adolescentes, adultos y 3.ª edad con necesidades educativas especiales o como técnica de apoyo en contextos de rehabilitación y salud mental.